# Isabella Aiona Abbott
Isabella Aiona Abbott (Hana, Maui, 1919 - 2010) foi uma educadora, ficóloga e etnobotânica estadunidense. A primeira mulher havaiana nativa a receber um PhD em ciência, ela se tornou uma importante especialista em algas marinhas do Pacífico.

## Carreira
Em 1966, ela se tornou pesquisadora associada e lecionou como conferencista na Hopkins Marine Station (é o laboratório marinho da Universidade de Stanford). Ela compilou um livro sobre algas marinhas da península de Monterey, que mais tarde foi expandido para incluir toda a costa da Califórnia. Ela recebeu o Prêmio Darbaker da Botanical Society of America em 1969. Em 1972, a Universidade de Stanford a promoveu diretamente a professora titular.
Em 1982, os dois Abbotts se aposentaram e voltaram para o Havaí, onde ela foi contratada pela Universidade do Havaí para estudar etnobotânica, a interação de humanos e plantas.
Ela é autora de oito livros e mais de 150 publicações. Ela era considerada a maior especialista do mundo em algas havaianas, conhecidas na língua havaiana como limu. Ela foi creditada com a descoberta de mais de 200 espécies, com várias com o seu nome, incluindo o gênero da família Rhodomelaceae (algas vermelhas) de Abbottella. Isso lhe valeu o apelido de "Primeira Dama de Limu".
Em 1993, ela recebeu a Medalha Charles Reed Bishop e em 1997 ela recebeu a Medalha Gilbert Morgan Smith da Academia Nacional de Ciências.
Ela foi a professora de botânica GP Wilder de 1980 até sua aposentadoria em 1982, então ela e seu marido se mudaram para o Havaí, onde ela continuou suas pesquisas como professora emérita de botânica na Universidade do Havaí. Ela atuou no conselho de diretores do Bernice P. Bishop Museum. Em novembro de 1997, ela foi co-autora de um ensaio no Honolulu Star-Bulletin criticando os administradores das escolas de Kamehameha, o que levou à sua reorganização.
Em 2005, ela foi nomeada Tesouro Vivo do Havaí pela Missão Honpa Hongwanji do Havaí.
Ela foi considerada a maior autoridade em algas da bacia do Oceano Pacífico e, em 2008, recebeu um prêmio pelo conjunto de sua obra do Departamento de Terras e Recursos Naturais do Havaí por seus estudos sobre recifes de coral.

## Trabalhos
- Isabella A. Abbott (1947). Brackish-Water Algae from the Hawaiian Islands. Pacific Science.
- Isabella A. Abbott (1961). On Schimmelmannia from California and Japan. [S.l.: s.n.]
- Gilbert Morgan Smith; George J. Hollenberg; Isabella A. Abbott (1969). Marine Algae of the Monterey Peninsula, California. [S.l.]: Stanford University Press. ISBN 978-0-804740197
- Isabella A. Abbott (1970). Yamadaella, a new genus in the Nemaliales (Rhodophyta). Phycologia
- Isabella A. Abbott; Munenao Kurogi (1972). Contributions to the systematics of Benthic Marine Algae of the North Pacific: Proceedings of a seminar on the contributions of culture, laboratory, field and life history studies to the systematics of benthic marine algae of the Pacific ; Japan–U.S. cooperative science program, August 13–16, 1971. Sapporo, Japan: Japanese Society of Psychology
- Isabella Aiona Abbott; Eleanor Horswill Williamson (1974). Limu: an ethnobotanical study of some edible Hawaiian seaweeds. [S.l.]: Pacific Tropical Botanical Garden
- Isabella A. Abbott; George J. Hollenberg (1976). Marine Algae of California. [S.l.]: Stanford University Press. ISBN 978-0-8047-2152-3
- Elmer Yale Dawson; Isabella Aiona Abbott (1978). How to know the seaweeds. [S.l.]: W. C. Brown Company. ISBN 978-0-697-04892-9
- Isabella A. Abbott; Michael S. Foster; Louise F. Eklund. «Pacific seaweed aquaculture». Proceedings of a symposium on useful algae, March 6–8, 1980; Pacific Grove, California. California Sea Grant College Program, Institute of Marine Resources, University of California
- Isabella Aiona Abbott (1990). A taxonomic and nomenclatural assessment of the species of Liagora (Rhodophyta, Nemaliales) in the herbarium of Lamouroux.
- Isabella Aiona Abbott (março de 1992). Lā'au Hawai'i: traditional Hawaiian uses of plants. [S.l.]: Bernice Pauahi Bishop Museum Press. ISBN 978-0-930897-62-8
- Isabella A. Abbott (1995). Taxonomy of Economic Seaweeds With reference to some Pacific species. [S.l.]: California Sea Grant College Program Eight volume series from an international workshop hosted by the University of Hawaii, Honolulu, July 1993
- Isabella A. Abbott (April 1996). New Species and Notes on Marine Algae from Hawai'i. Pacific Science. University of Hawai'i Press.
- Isabella A. Abbott (July 1996). Ethnobotany of seaweeds: clues to uses of seaweeds. Hydrobiologia. Kluwer Academic Publishers.
- Alan J.K. Millar; Isabella A. Abbott (1997). The new genus and species Ossiella pacifica (Griffithsieae, Rhodophyta) from Hawaii and Norfolk Island, Pacific Ocean. Journal of Phycology.
- G.T. Kraft; Isabella A. Abbott (1997). Platoma ardreanum (Schizymeniaeae, Gigartinales) and Halymenia chiangiana (Halymeniaceae, Halymeniales), two new species of proliferous, foliose red algae from the Hawaiian Islands. Cryptogamie, Algologie.
- Isabella Aiona Abbott (1998). Some new species and new combinations of marine red algae from the central Pacific. Phycological Research.
- Isabella Aiona Abbott (1999). Marine red algae of the Hawaiian Islands. [S.l.]: Bernice Pauahi Bishop Museum Press. ISBN 978-1-58178-003-1
- Isabella Aiona Abbott; John Marinus Huisman (abril de 2004). Marine green and brown algae of the Hawaiian Islands. [S.l.]: Bernice Pauahi Bishop Museum Press. ISBN 978-1-58178-030-7
- Isabella A. Abbott; John Marinus Huisman (June 2005). Studies in the Liagoraceae (Nemaliales, Rhodophyta) I. The genus Trichogloea. Phycological Research.
- M.S. Kim; I.A. Abbott (March 2006). Taxonomic notes on Hawaiian Polysiphonia, with transfer to Neosiphonia (Rhodomelaceae, Rhodophyta). Phycological Research.
- Isabella A. Abbott; David L. Ballantine (April 2006). Ganonema vermiculare sp nov (Liagoraceae, Rhodophyta), a new species from Puerto Rico, Caribbean Sea. Botanica Marina.
- C.F. Gurgel; R. Terada; I.A. Abbott; et al. (April 2006). Towards a global phylogeography of Gracilaria salicornia (gracilariaceae, rhodophyta), an invasive species in Hawaii, based on chloroplast and mitochondrial markers. Journal of Phycology.
- Isabella Aiona Abbott; Roger R. B. Leakey (junho de 2006).  Craig R. Elevitch, ed. Traditional trees of Pacific Islands: their culture, environment, and use. [S.l.]: Permanent Agriculture Resources. ISBN 978-0-9702544-5-0
- Isabella Aiona Abbott; John Marinus Huisman; Celia M. Smith (2007). Hawaiian Reef Plants. Honolulu, Hawaii: University of Hawai'i Sea Grant College Program.
- Roy T. Tsuda; Isabella A. Abbott; Peter S. Vroom; et al. (April 2008). Additional marine benthic algae from Howland and Baker Islands, central Pacific. Pacific Science.
- Roy T. Tsuda; Isabella A. Abbott; Peter S. Vroom; et al. (October 2010). Marine Benthic Algae of Johnston Atoll: New Species Records, Spatial Distribution, and Taxonomic Affinities with Neighboring Islands. Pacific Science.
- Isabella A. Abbott; David L. Ballantine; Daniel C. O'Doherty (July 2010). Morphological relationships within the genus Lophocladia (Rhodomelaceae, Rhodophyta) including a description of L. kuesteri sp nov from Hawai'i. Phycologia.
- Isabella A. Abbott; David L. Ballantine (July 2012). Veleroa setteana, n. sp (Rhodophyta: Rhodomelaceae), from the Hawaiian Archipelago, including Notes on the Generitype. Pacific Science.